# Geschichte des Esperanto
Die Geschichte des Esperanto fasst die Entwicklung der Esperanto-Sprachgemeinschaft seit der Veröffentlichung der Grundlagen des Esperanto 1887 zusammen.

## Sprachgeschichte

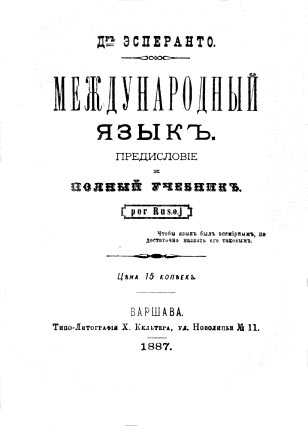
Das so genannte „Erste Buch“ über Esperanto, Warschau 1887, russische Ausgabe

Die eigentliche Sprachgeschichte des Esperanto beschäftigt sich mit den Entwicklungen in Grammatik, Wortschatz und Stil. Daneben sind in einer Sprachgeschichte der Anwendungsbereich und die Verbreitung zu behandeln; dies geht beim Esperanto rasch in die Geschichte der Sprachgemeinschaft bzw. der Organisationen über.
Die Esperanto-Sprachgeschichte beginnt untypisch, da natürliche Sprachen erst gesprochen wurden, bevor sie schriftlich fixiert wurden. So kann man beim Esperanto den 26. Juli 1887 als den Geburtstag bezeichnen, da an diesem Tag die erste Publikation über Esperanto erschien. Da das Esperanto aber Wortstämme aus bereits bestehenden Sprachen gebraucht, könnte man die Sprachgeschichte auch früher ansetzen, außerdem hatte der Sprachgründer Zamenhof bereits zuvor zwei Projekte erarbeitet.
Sprachgeschichte bedeutet nicht nur die Entwicklung, sondern auch die Kodifizierung einer Sprache. Einerseits ist das Esperanto durch neue Wörter gewachsen, beispielsweise für Dinge, die es 1887 noch nicht gegeben hat: televido (Fernsehen), komputilo (Computer, wörtlich: Recheninstrument), aidoso (AIDS), modemo (Modem). Andererseits wurde die Grammatik der Sprache immer ausführlicher beschrieben. Zamenhof hatte 1887 mit einer knappen Grundgrammatik von 16 Regeln begonnen; spätere Grammatiken wie die von Kalocsay/Waringhien oder Wennergren sind dicke Bücher. Allerdings geht es hierbei nur um die Beschreibung von Sprache; je nach Zweck kann eine solche Beschreibung unterschiedlich ausführlich sein.
Esperanto gilt als sehr stabil. Eine große Sorge des Sprachgründers war, dass das Esperanto im Streit seiner Anhänger in Dialekte zerfallen könnte. Die Stabilität beruht zu einem großen Teil darauf, dass Esperanto von Anfang an eine Schrift hatte.

## Entstehung 1887

Ludwik Zamenhof 1908

Am Anfang des Esperanto stand Ludwik Lejzer Zamenhof, der sich selbst als Initiator der Sprache sah. Zamenhof wuchs in der mehrsprachigen, damals zum Russischen Zarenreich, heute zu Polen gehörenden Stadt Białystok auf, wo er heftige Auseinandersetzungen zwischen den verschiedenen Volksgruppen erlebte. Da er das Fehlen einer gemeinsamen Sprache als einen Grund für solche Konflikte ansah, begann er bereits als Schüler, eine für diese Rolle geeignete Sprache auszuarbeiten. Diese sollte – im Vergleich mit ethnischen Sprachen neutraler und leichter erlernbar und daher als Zweitsprache für alle annehmbar – zusätzlich zu den bisherigen Sprachen gelernt werden. Eine erste Version stellte er 1879 im Kreise seiner Freunde vor. Es folgten verbesserte Versionen. Nach mehrjähriger Erprobung veröffentlichte Zamenhof schließlich im Jahre 1887 mit Unterstützung seiner Frau Klara Samenhof sein Sprachprojekt, das er Lingvo internacia (internationale Sprache) nannte. Nach seinem Pseudonym Doktoro Esperanto (Doktor Hoffender) wurde bald darauf die Sprache selbst als „Esperanto-Sprache“ und dann kurz als „Esperanto“ bezeichnet.

## Geschichte bis zum Ersten Weltkrieg
Zamenhof veröffentlichte 1887 eine erste Broschüre über Esperanto (Internationale Sprache) zunächst auf Russisch, dann auf Polnisch, Deutsch, Französisch und Englisch. 1888 folgte ein Dua Libro (zweites Buch), weshalb die erste Broschüre heutzutage Unua Libro (erstes Buch) genannt wird.
 Die ersten Anhänger der Sprache wurden vor allem durch die Zeitschrift La Esperantisto verbunden, die in Nürnberg vom September 1889 bis Juni 1895 herausgegeben wurde. Zunächst war die Nürnberger Esperanto-Gruppe, ein ehemaliger Volapük-Verein, als Herausgeber aktiv. Ab Oktober 1890 übernahm Ludwik Zamenhof selbst die Herausgabe der Zeitschrift. Alle Exemplare wurden im Verlag W. Tümmels in Nürnberg gedruckt.
Im Februar 1895 enthielt die Zeitschrift einen übersetzten Artikel von Tolstoi mit dem Titel „Vernunft und Glaube“. Dies veranlasste die Zensur des zaristischen Russlands, ein Einfuhrverbot für die Zeitschrift zu verhängen. Damit verlor La Esperantisto sechzig Prozent ihrer Abonnenten und musste kurz darauf eingestellt werden. Zu diesem Zeitpunkt hatte die Zeitschrift 717 Abonnenten und erschien monatlich. Leo Tolstoi versuchte vergeblich, auf die Zensur einzuwirken. Zudem hatte Zamenhof finanzielle Probleme, die Zeitschrift aufrechtzuerhalten. Teilweise wurde ihre Rolle von Lingvo Internacia übernommen, die ab Dezember 1895 von der Esperanto-Gruppe aus Uppsala (Schweden) herausgegeben wurde.

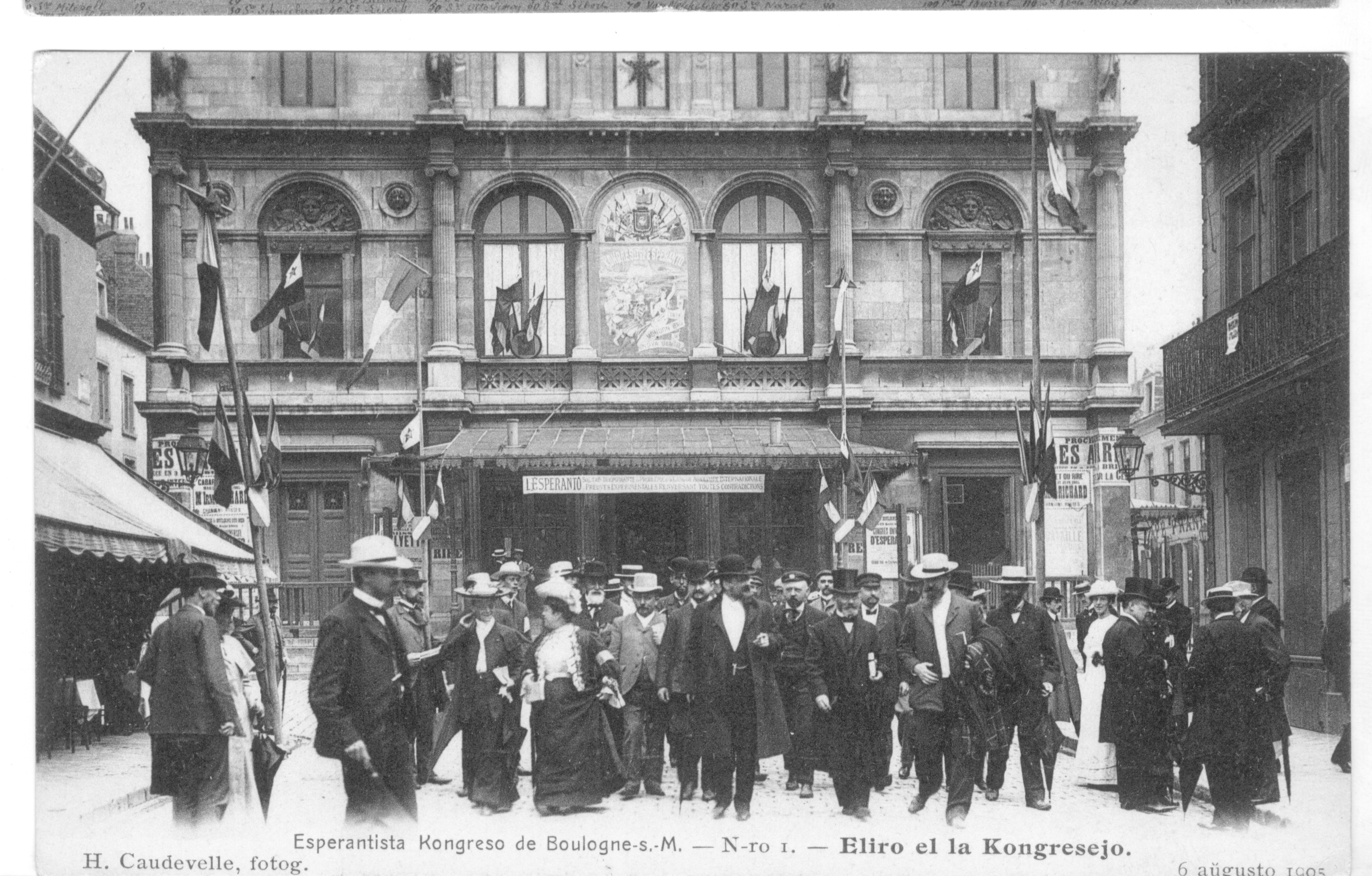
Esperanto-Weltkongress 1905 in Boulogne-sur-mer

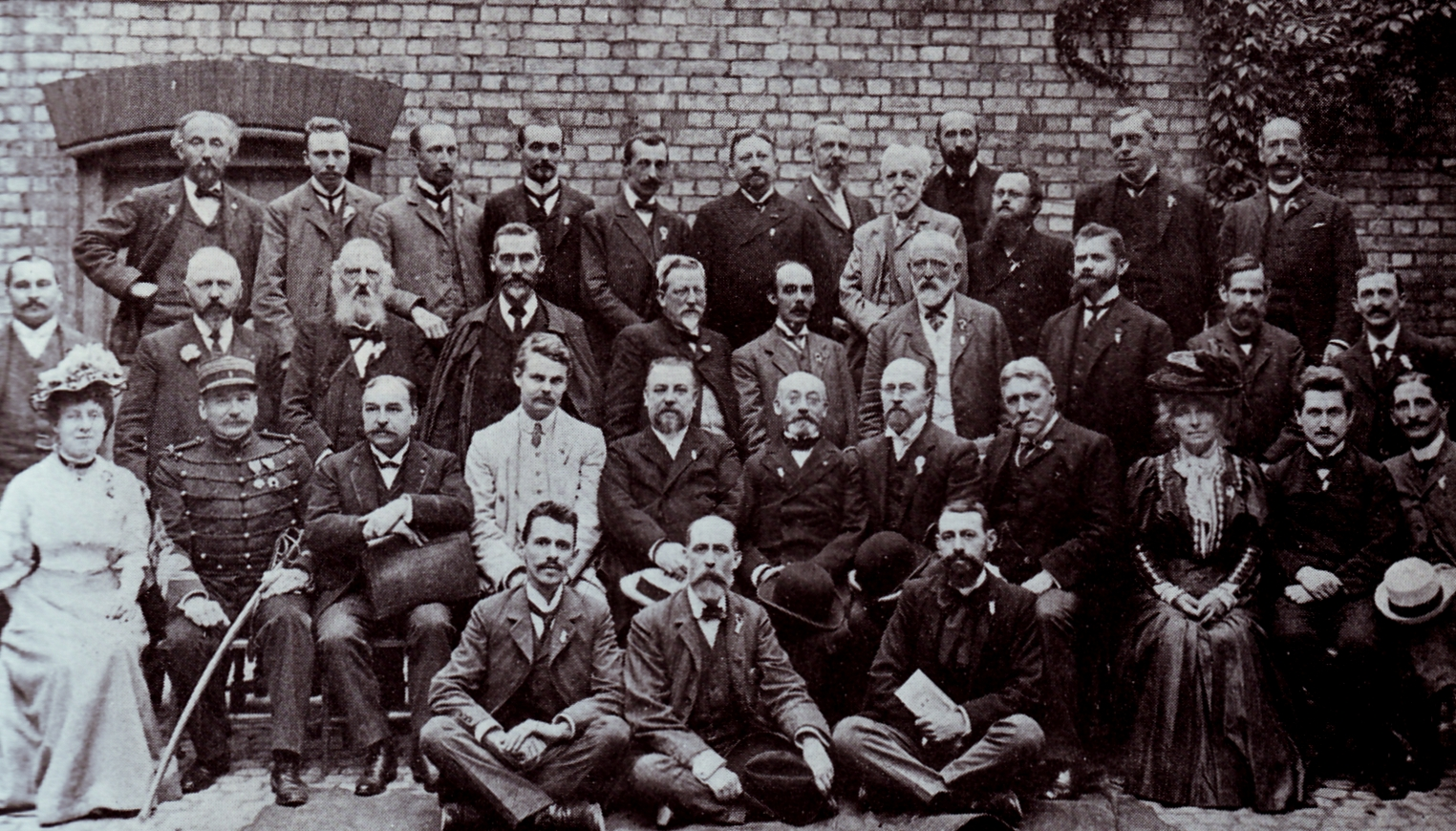
Sprach-Ausschuss 1907

Erst ab 1900 machte Esperanto Fortschritte in Westeuropa, vor allem in Frankreich. Dort war bereits 1898 von Louis de Beaufront der erste überregionale Esperanto-Verband errichtet worden. 1903 gründete sich der schweizerische Landesverband. In rascher Folge kam es zu Gruppen und Landesverbänden in ganz Europa und teilweise darüber hinaus, z. B. wurde 1906 der Deutsche Esperanto-Bund gegründet, erschuf sich 1909 eine innere Organisation und wandte sich auf dem VI. Deutschen Esperanto-Kongress nach dessen Vollendung der Verbreitung zu. Im gleichen Jahr wurde im Köthener Friedrichs-Polytechnikum als der ersten deutschen Hochschule das Esperanto für die Handelsingenieure als obligatorisches Prüfungsfach im schriftlichen und fakultativ im mündlichen Vorexamen eingeführt. 1905 fand der erste Esperanto-Weltkongress statt. Dieser Kongress bestätigte das Fundamento de Esperanto, ein Dokument, welches die Grundlagen der Sprache festschreibt. 1908 wurde der Universala Esperanto-Asocio (Esperanto-Weltbund) gegründet.
Ab 1907 versuchte eine Gruppe Esperanto-Anhänger aus Neutral-Moresnet (heute Kelmis in der Deutschsprachigen Gemeinschaft in Belgien) einen Esperanto-Staat mit Namen Amikejo (Esperanto für Ort der Freunde) zu machen. Wilhelm Molly, Chefarzt der dortigen Erzgrube, bemühte sich jedoch letztlich vergeblich, in Neutral-Moresnet den ersten Esperanto-Staat der Welt auszurufen.
Ein Problem der jungen Sprachgemeinschaft waren Bestrebungen, die Sprache noch zu reformieren. Nach einem ersten großen Streit 1894 ist vor allem die „Ido-Krise“ von 1907/1908 zu nennen. Zwei französische Wissenschaftler wollten eines der bestehenden Plansprachenprojekte auswählen und dann propagieren, schließlich aber wurde ein „reformiertes Esperanto“ vorgestellt. Es wurde nach dem Pseudonym des Autors „Ido“ genannt. Diesem reformierten Esperanto schloss sich aber nur ein Teil der Esperantisten an, ungefähr fünf bis zehn Prozent (aber ein Fünftel des Esperanto-Sprachausschusses).

## Zeit der Weltkriege 1914 bis 1945
Während des Ersten Weltkrieges mussten die meisten Esperanto-Verbände in den kriegführenden Ländern ihre Aktivitäten beschränken oder einstellen. Der Esperanto-Weltbund vermittelte Korrespondenz zwischen diesen Ländern.

„Die Deutschen stellten nun das Esperanto zuerst in den Dienst des Vaterlandes […] Deswegen wurden schon Ende August 1914 die amtlichen Berichte des deutschen, österreich-ungarischen und türkischen Generalstabes von der Vereinigung Leipziger Esperantisten in die Welthilfssprache übersetzt und zweimal wöchentlich in je 2000 Stück an 650 Empfänger in 28 Ländern der Welt versandt.“

Nach dem Krieg wurden weitere Gruppen und Landesverbände gegründet, dazu kam es zur verbesserten Zusammenarbeit auf internationaler Ebene. 1933/1934 schlossen sich die Landesverbände der Universala Esperanto-Asocio an. Ziel der Zusammenarbeit war eine gemeinsame Förderung der Öffentlichkeitsarbeit und Dokumentation auf internationaler Ebene.
Neben dieser politisch und religiös neutralen Esperanto-Bewegung bildeten sich Esperanto-Verbände von Arbeitern. Die internationale Organisation Sennacieca Asocio Tutmonda, der Weltweite Bund der Nationslosen, datiert von 1921 und hat ihren Sitz in Paris.

## Behinderungen, Verbote und Verfolgung
Seit Beginn der dreißiger Jahre war Esperanto in einem Dutzend Ländern Behinderungen und Verboten ausgesetzt, u. a. in Spanien, Portugal und in Ostasien. Starke Rückschläge erlitt die Esperanto-Bewegung unter Adolf Hitler und Josef Stalin. 1935 gab es einen Erlass, der Esperanto-Unterricht in Schulen untersagte: „Die Pflege künstlich geschaffener Welthilfssprachen wie der Esperantosprache hat im nationalsozialistischen Staate keinen Raum.“ 1936 wurden alle Verbände aufgelöst, die sich für „Kunstsprachen“ einsetzten, darunter auch der von einem NSDAP-Mitglied geleitete und um seine Gleichschaltung bemühte Deutsche Esperanto-Bund und die schon seit ihrer Gründung 1931 nationalsozialistisch ausgerichtete Neue Deutsche Esperanto-Bewegung. Die private Nutzung von Esperanto war nicht verboten, allerdings waren gelegentlich deshalb Esperantosprecher Verhören ausgesetzt. Die Unterdrückung dauerte bis zum Ende der nationalsozialistischen Diktatur 1945.
In der Sowjetunion waren die Dokumente geheim. Es ist allerdings z. B. ein Befehl des Volkskommissars für Inneres der Litauischen SSR, Guzevičius, vom 28. November 1940 erhalten, nach dem alle „antisowjetischen und gesellschaftlich fremden Elemente“ registriert werden müssten; in einer der Kategorien sind die Esperantisten neben Briefmarkensammlern aufgeführt; nach Abschluss der Listen begannen die Verhaftungen. In vielen Fällen lautete die Anklage stereotyp: „Sie sind aktives Mitglied einer internationalen Spionageorganisation, die sich unter dem Namen ‚Vereinigung sowjetischer Esperantisten‘ auf dem Territorium der UdSSR verborgen hält.“. Es wird davon ausgegangen, dass in der Sowjetunion einige tausend Esperantosprecher einer Verfolgung ausgesetzt waren – verhaftet und dann erschossen oder über Jahre in Lagern eingesperrt Lins bezeichnet in dem Zusammenhang die Verfolgungen unter Stalin als gravierender als in der NS-Diktatur.

## Im Kalten Krieg 1945 bis 1989
Auch nach dem Zweiten Weltkrieg gab es immer noch Länder, in denen Esperanto unterdrückt wurde, wie die Sowjetunion und teilweise auch Spanien und Portugal. Nach einer kurzen Blütephase wurden im Spätstalinismus ungefähr seit 1949 die osteuropäischen Verbände inaktiv gestellt. Erst nach Stalins Tod 1953 konnten die Verbände dort nach und nach wieder arbeiten und sich zum Beispiel dem Weltbund anschließen – zuerst 1955 der polnische, zuletzt 1989 der sowjetische.
In der DDR war von 1949 bis 1965 die Bildung von Esperanto-Vereinigungen untersagt. Lokale Esperantogruppen und -kurse wurden aber teilweise geduldet. 1965 gelang es, einen Zentralen Arbeitskreis Esperanto und 1981 einen Esperantoverband (GDREA) einzurichten, und zwar im Kulturbund der DDR. Bedingung dafür war es, dass die führende Rolle der SED anerkannt und die DDR im Ausland positiv dargestellt wurde. Der Zentrale Arbeitskreis Esperanto nahm am 31. März 1965 im Deutschen Kulturbund seine Arbeit auf. Seine Aufgabe bestand im Wesentlichen darin, die Tätigkeit der Esperantisten, die nun Mitglieder des Kulturbundes waren, anzuleiten und zu überwachen. Es ging darum, die „kosmopolitischen Tendenzen“ zu bekämpfen und den Einfluss „bürgerlicher Kräfte“ innerhalb der Esperanto-Bewegung auszuschalten. Eine Werbung für den Sozialismus als Nebeneffekt war durchaus willkommen, war aber nicht der eigentliche Grund für die Aufhebung des Verbotes. Die SED befürchtete, dass das Verbot von 1949 bei der Überwindung der Hallstein-Doktrin hinderlich sein könnte, weil es ihr internationales Ansehen beschädigen könnte. Auch sicherheitstechnische Überlegungen haben bei der Legalisierung eine Rolle gespielt. Der Zentrale Arbeitskreis Esperanto fungierte als Überwachungsorgan mit engen Verbindungen zur Parteispitze und zum Sicherheitsapparat. Mehrere Mitglieder des Arbeitskreises standen im Sold des Ministeriums für Staatssicherheit. Nach der Umwandlung in den Esperanto-Verband der DDR (GDREA) im Jahre 1981 übernahm der Zentralvorstand die Aufgaben des Zentralen Arbeitskreises.
Bereits durch den Völkerbund erhielt Esperanto eine gewisse Anerkennung, als 1922 der stellvertretende Generalsekretär Nitobe Inazō seinen offiziellen Bericht zum Esperanto vorlegte. 1954 unterstützte die UNESCO das Esperanto durch eine Resolution, wiederholt 1985, in der sie die Mitgliedstaaten dazu aufrief, die Möglichkeit eines Gebrauchs der Sprache zu untersuchen. Ob auch nur ein einziger Staat dieser Empfehlung folgte, ist nicht bekannt.
Im Jahr 1980 wurde während des Kongresses der Welt-Esperanto-Jugend (TEJO) in Rauma (Finnland) ein Manifest veröffentlicht, das danach viele interne Diskussionen über die Ziele der Esperanto-Bewegung entfachte und dessen Befürwortung jetzt nach dem Veranstaltungsort als „Raumismus“ bezeichnet wird. Es ging darum, nicht so sehr von einer Bewegung als von einer Sprachgemeinschaft zu sprechen.

## Seit 1989

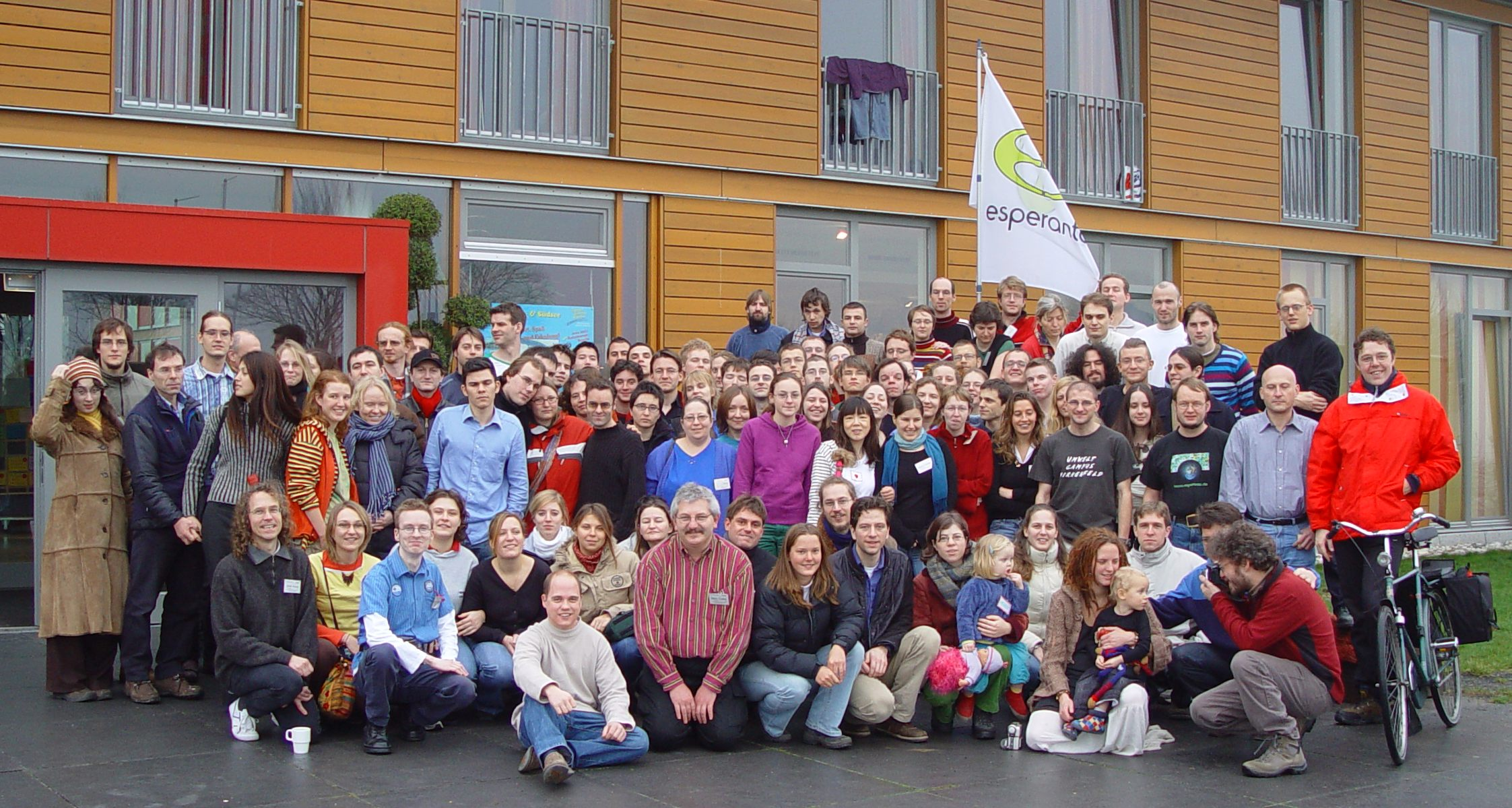
Einige der Teilnehmer der Internationalen Woche 2005/2006 (Xanten), die seit 1957 jährlich in der Silvesterwoche stattfindet

Die Zeit von 1989 bis 1991 bedeutet auch für die Esperanto-Sprachgemeinschaft einen bedeutenden Übergang – vor allem mit Blick auf Osteuropa. Dort wurden aus staatlich beköstigten und beaufsichtigten Verbänden freie Zusammenschlüsse von Bürgern.
Der erste Esperanto-Verband mit E-Mail-Adresse war im Februar 1992 der Weltbund. 2001 wurde die Esperanto-Wikipedia gegründet.
Im Jahr 2005 hatte der Universala Esperanto-Asocio Landesverbände auf allen fünf Kontinenten und Mitglieder in 117 Ländern. Er hatte 6107 Einzelmitglieder und zusätzlich 12.253 „Anschlussmitglieder“ über die assoziierten Landesverbände. Dies bedeutet seit 1989 einen Verlust von weit über der Hälfte der Mitgliederzahl, die 1989 noch bei 42.000 lag;; allerdings ist zu beachten, dass auch andere Vereinigungen Mitgliederschwund verzeichnen, u. a. da so manches früher exklusive Angebot der Vereine heute auch ohne Mitgliedschaft zu erlangen ist (z. B. Informationen im Internet). Etwa zwei Drittel der Mitglieder des Esperanto-Weltbundes leben in Europa.
Seit 2022 gibt es mit der Gründung eines Esperanto-Klubs auf der Amundsen-Scott-Südpolstation nun auf allen Kontinenten der Erde organisierte Esperantosprecher.